# Georgetown (Carolina del Sud)
Georgetown és una població dels Estats Units a l'estat de Carolina del Sud. Segons el cens del 2000 tenia 8.950 habitants.

## Demografia
Segons el cens del 2000, Georgetown tenia 8.950 habitants, 3.411 habitatges i 2.305 famílies. La densitat de població era de 528,4 habitants/km².
Dels 3.411 habitatges en un 32,8% hi vivien nens de menys de 18 anys, en un 38% hi vivien parelles casades, en un 25,1% dones solteres, i en un 32,4% no eren unitats familiars. En el 28,9% dels habitatges hi vivien persones soles el 12,9% de les quals corresponia a persones de 65 anys o més que vivien soles. El nombre mitjà de persones vivint en cada habitatge era de 2,55 i el nombre mitjà de persones que vivien en cada família era de 3,14.
Per edats la població es repartia de la següent manera: un 28,6% tenia menys de 18 anys, un 8,8% entre 18 i 24, un 25,2% entre 25 i 44, un 21% de 45 a 60 i un 16,4% 65 anys o més.
L'edat mediana era de 35 anys. Per cada 100 dones de 18 o més anys hi havia 75,1 homes.
La renda mediana per habitatge era de 29.424$ i la renda mediana per família de 34.747$. Els homes tenien una renda mediana de 27.545$ mentre que les dones 19.000$. La renda per capita de la població era de 14.568$. Entorn del 19,9% de les famílies i el 24,1% de la població estaven per davall del llindar de pobresa.

## Poblacions més properes
El següent diagrama mostra les poblacions més properes.